# Dendropanax bolivianus
Dendropanax bolivianus là một loài thực vật có hoa trong Họ Cuồng cuồng. Loài này được Gand. mô tả khoa học đầu tiên năm 1918.